# Seraphim Rose
Serafim Rose, pe numele de mirean Eugene Dennis Rose, (n. 13 august 1934, San Diego, California, SUA – d. 2 septembrie 1982, Platina⁠(d), Shasta County⁠(d), California, SUA) a fost un călugăr ortodox american. A aparținut de Biserica Ortodoxă Rusă din afara Rusiei. Deși nu a fost canonizat, este venerat ca sfânt de numeroși credincioși ortodocși.

## Date biografice
Părintele Serafim Rose este considerat ca fiind primul american care preia și continuă tradiția Sfinților Părinți.
S-a născut într-o familie tipic americană de protestanți, în orașul San Diego, California. Numele de Eugene, dat la naștere, înseamnă "nobil" sau născut într-o familie bună. Părinții săi, ambii de origine norvegiană, reprezentau a doua generație de emigranți în Statele Unite.
John Christian Holbeck, bunicul lui Eugene din partea mamei, ajunge în Statele Unite cu familia sa la vârsta de treisprezece ani. Hilma Helickson, bunica lui Eugene din partea mamei, deși născută în Norvegia era de origine suedeză, ajunge în Statele Unite la vârsta de trei ani.
Familiile Holbeck și Helickson se stabilesc în micul oraș Two Harbors din Minnesota, unde John și Hilma au copilărit și s-au întâlnit, în final căsătorindu-se în 1896. Împreună au avut cinci copii, al treilea fiind Esther, născută în 1901, mama lui Eugene.
Louis Deseret (Rose), bunicul lui Eugene din partea tatălui de origine franceză și olandeză, a emigrat în primă instanță în Canada ca mai târziu să se stabilească în Statele Unite, în orașul Two Harbors, Minnesota. Deși de origine Romano Catolică, el și-a exprimat întodeauna convingerile ateiste cu mai multă simpatie pentru socialism. Acest lucru însă, nu îl împiedică să se căsătorească cu o devotată practicantă Romano Catolică, May Vandenboom de origine olandeză, stabilită în Marquette, Michigan.
Louise și May au avut patru fii, dintre care al doilea, Frank, tatăl lui Eugene, s-a născut în 1890. Frank devine mai târziu servitor în altar după dorințele mamei sale, care se stinge din viață la frageda vârstă de patruzeci și opt de ani, când Frank avea numai paisprezece ani. Frank mai slujește în altar pentru încă patru ani după care se înrolează în armată, luptând pe front în timpul Primului Război Mondial. Venit acasă de pe front, o întâlnește pe Esther Holbeck, care era mai tânără cu unsprezece ani decât Frank și care abia terminase liceul. În 1921 Frank și Esther se căsătoresc și rămân pentru o perioadă în Two Harbors.
În 1922 se naște primul lor copil, Eileen, iar doi ani mai târziu în 1924 toată famila se mută în San Diego, California pentru a scăpa de iernile friguroase din Minnesota. În San Diego se mai nasc încă doi copii, Franklin Jr. care se naște la patru ani după Eileen și Eugene cu opt ani mai tânăr decât sora sa Eileen.
("Not of This World-The Life and Teaching of Fr. Serafim Rose Pathfinder to the Heart of Anciant Christianity", by Monk Damascene Christensen, Fr. Serafim Rose Foundation 1993, Forestville,California p. 3).
Ca elev, atât în cadrul studiilor primare și medii cât și mai târziu, a dovedit o seriozitate excepțională, impresionându-și deopotrivă colegii și profesorii. Era deosebit de talentat în matematică, dar și în filosofie și limbi străine, în biologie și alte domenii. Era un foarte bun sportiv, deși a evitat intrarea în viața sportivă de performanță, fiind atras prea mult de studiu pentru a merge pe altă cale.
În 1952 Serafim Rose s-a specializat în filosofie, la Pomona, dovedind aceleași capacități extraordinare ca și în trecut. Sub influența lui Alan Watts tânărul Serafim Rose se inițiază în zen-budism. Americanizarea și vulgarizarea acestei concepții de viață de către Alan Watts îi trezește disprețul, fiind în contradicție cu spiritul său științific plin de responsabilitate. Învățatul chinez Gi-ming Shien, taoist, cel mai mare sinolog din SUA din acea vreme, îl va îndruma pe căile cunoașterii limbii și dialectelor chinezești, ca și a spiritualității chinezești tradiționale adevărate.
Mai târziu va evidenția în conferințele sale legăturile aproape de necrezut între vechea spiritualitate chinezească și Ortodoxie.
Între timp, și sub influența lui Gi-ming Shien, Serafim Rose va ajunge să cunoască și să respecte, ba chiar să iubească, un nou gânditor, René Guénon. „René Guénon este cel care m-a învățat să caut și să iubesc Adevărul, mai presus de orice și să nu mă mulțumesc cu altceva” va declara mai târziu Serafim Rose. Într-adevăr, René Guénon a arătat în mod clar felul în care relativizarea adevărului duce la distrugerea vechilor tradiții spirituale și, prin aceasta, la distrugerea societății și a omului ca persoană.
Lipsa unei tradiții autentice, vii, care să dea sens existenței, filosofia lui Nietzsche, generația beat, practicile zen și yoga l-au condus treptat pe S. Rose, după cum avea s-o mărturisescă el însuși, la marginea prăbușirii. A trecut prin diferite experimente și experiențe pe care le-a considerat cumplite, de la beție la droguri, promiscuitate. În această perioadă căuta cu disperare Adevărul, nu un adevăr oarecare, ci Adevărul absolut.
Părintele Damaschin, care l-a cunoscut pe Serafim Rose, notează:
"În tot acest timp, el căuta Adevărul cu mintea sa, dar Adevărul îl evita. A căzut într-o stare de deznădejde, descrisă în anii de apoi ca un iad viu. A simțit că nu se potrivește în lumea modernă, nici chiar în familia sa, care nu l-a înțeles. Era ca și când s-ar fi născut fără de loc, în afara timpului. Îi plăcea să hoinărească sub cerul înstelat, dar simțea că nu e nimic acolo care să-l cuprindă - nici un Dumnezeu, nimic. Neantul budist l-a lăsat gol... A început să bea vin cu voracitate, iar apoi cădea epuizat la podea, strigând către Dumnezeu să îl lase în pace (deși se pretindea ateu). Odată, pe când era beat, a înălțat pumnul către ceruri, din vârful unui munte, blestemându-l pe Dumnezeu și provocându-l să îl osândească iadului. În deznădejdea sa, i se părea că merită să fie osândit pe vecie de mânia lui Dumnezeu, numai să fi putut ști, în mod empiric, că Dumnezeu există - și să nu rămână într-o stare de nepăsare. Dacă Dumnezeu l-ar condamna la iad, atunci cel puțin ar simți, pentru o clipă plină de fericire atingerea lui Dumnezeu și ar ști cu siguranță că El putea fi ajuns."
Despre această perioadă cumplită și plină de păcat din viața sa însuși Serafim Rose avea să spună: „Am fost în iad. Știu cum este iadul.”
Uimitor, dar chiar din adâncul păcatului a răsărit și izbăvirea.
Unul dintre puținii companioni ai tânărului pustiit de căutare, știind interesul arzător al acestuia pentru vechile tradiții, i-a oferit prilejul să cunoască altă tradiție străveche (chiar învechită după mulți), Ortodoxia.
Serafim Rose mărturisea: "Când am vizitat o biserică ortodoxă, a fost doar ca să văd o altă tradiție. Însă, când am intrat pentru prima dată într-o biserică ortodoxă (una rusească, în San Francisco), ceva mi s-a întâmplat, ceva ce nu mai trăisem într-un templu budist sau în alt templu oriental; ceva îmi rostea în inimă că sunt acasă, că întreaga mea căutare luase sfârșit."
În mod firesc, același sentiment l-a simțit și tânărul Rafail Noica, fiul filosofului român Constantin Noica, atunci când a venit, după o viață de căutare a Adevărului în anglicanism și alte culte apusene: "Ortodoxia este însăși firea omului".
Treptat, apropiindu-se de Ortodoxie - din care la început nu înțelegea mai nimic, slujbele fiind în rusă, limbă necunoscută pe atunci lui Serafim Rose - tânărul american a realizat o idee nouă:
"Adevărul nu era doar o idee abstractă, căutată și cunoscută de către minte, ci era ceva personal - chiar o Persoană - căutată și iubită de către inimă. Și astfel l-am întâlnit pe Hristos."
S-au întâlnit, Serafim Rose și Iisus Hristos, pentru a nu se mai despărți niciodată. În mod neașteptat pentru toată lumea, tânărul genial și boem, tipic în comportare pentru generația beat, devine un adevărat model de credință ortodoxă. Se va boteza în această religie, murind pentru lume și pentru păcate, implicându-se cu toată râvna în viața Ortodoxiei americane. Are bucuria să cunoască pe Sfântul Ioan Maximovici și alți trăitori americani. Iar în 1970 este tuns în monahism.
Dat fiind trecutul lui, primirea sa în Ortodoxie s-a făcut treptat, cu prudență. De multe ori tineri - și nu doar tineri - americani au fost atrași de frumusețea Ortodoxiei, dar fără a-i putea suporta rigorile. Ortodoxia nu pune însă preț pe prozelitism, ci pe convertirea interioară, adevărată, pe metanoia. Iar Serafim Rose s-a dovedit un asemenea convertit.
Lucrarea pe care a dus-o la Sfânta Mânăstire Platina, din Munții Stâncoși, este exemplară. În condiții de o rară asprime, autoimpuse, Serafim Rose, părintele Herman Podmoșenski și alți câțiva ortodocși americani au creat din nimic o mânăstire tipică, asemănătoare celor din primele veacuri. Un generator asigură curent electric pentru tiparniță. Nu există telefon, fie el fix ori mobil, nu există radio ori televizor sau altceva de acest fel. Chiliile sunt de mici dimensiuni, sărăcăcios mobilate. Destinația lor este destul de strictă: Pravila (rugăciunea), studiul și, puținele ore de somn. În rest activitatea se desfășoară la muncă în cadrul mânăstirii sau la slujbă, în biserică. Carnea este interzisă total, peștele fiind singura dezlegare. Iluminatul este asigurat cu lămpi cu petrol, candele, lumânări.
Oricât de dur ar părea acest regim el s-a dovedit a fi vindecător de suflete. Nu doar Serafim Rose, părinții Damaschin și Alexie Young și alți cunoscuți au găsit acolo via legătură cu Dumnezeu, ci și liderul grupului Nirvana, după sinuciderea prietenului său, un inginer de sistem devenit milionar și alții asemenea. Aceștia, lăsând toate ale lumii, s-au retras în liniștea muntelui, spre a lupta cu patimile și păcatul și a se uni cu Dumnezeu.
Călăuza și lumina acestei mânăstiri a fost, dintre cei vii, Serafim Rose. Lucrarea sa a răsunat nu doar în SUA, ci și în Europa, din Marea Britanie în România și Grecia, ba chiar și în Rusia și alte părți ale lumii.
Geniul lui Serafim Rose, curățat de slăbiciunea păcatului, s-a manifestat mai puternic și mai luminos. Nenumăratele scrisori din această perioadă, conferințele, articolele și cărțile scrise dovedesc pe deplin acest lucru. El s-a arătat un teolog desăvârșit, unul din marii mărturisitori ai Ortodoxiei.

## Vezi și
- Biserica Ortodoxă Rusă din afara Rusiei

## Legături externe
- Părintele Serafim Rose, un simbol al Ortodoxiei americane Arhivat în 6 august 2014, la Wayback Machine., 22 mai 2008, Elena Tăbuș, Ziarul Lumina
- Chilia Parintelui Serafim Rose din Platina, 4 decembrie 2009, Teodor Dănălache, CrestinOrtodox.ro
- Parintele Serafim Rose, 4 iulie 2012, CrestinOrtodox.ro